# Iwanowka (Baschkortostan, Siantschurinski)
Iwanowka (russisch Ивановка; baschkirisch Ивановка) ist eine Derewnja (Dorf) in der russischen Republik Baschkortostan. Der Ort gehört zur Landgemeinde Taslarowski selsowet im Siantschurinski rajon.

## Geographie
Iwanowka befindet sich sieben Kilometer südöstlich vom Rajonzentrum Isjangulowo. Der Gemeindesitz Taslarowo liegt drei Kilometer östlich. Die nächste Bahnstation ist Saraktasch an der Strecke von Orenburg nach Orsk 44 Kilometer südlich.

## Bevölkerungsentwicklung
| Jahr | Einwohner |
| ---- | --------- |
| 1968 | 167       |
| 2002 | 9         |
| 2010 | 3         |

Anmerkung: Volkszählungsdaten, 1968: Fortschreibung